# Erik Larsson (1890–1922)
Erik Ludvig Larsson, född 16 november 1890 i Malungs socken, Kopparbergs län, död 26 augusti 1922 i Malungs socken, var en svensk målare.
Han var son till hemmansägaren Mass Lars Eriksson och Anna Jonsdotter. Han arbetade med sin konst i nära anslutning till Bruno Liljefors och utförde vildmarksmålningar i olja eller akvarell flertalet med fågelmotiv. Han medverkade i utställningar med Sveriges allmänna konstförening och ställde ut separat på Konstnärshuset i Stockholm. En minnesutställning visades 1928 i Gävle där de inledande sidorna av utställningskatalogen skrevs av Bruno Liljefors och Knut Barr ytterligare en  minnesutställning visades på Gummesons konsthall 1929.  